# Мазітов Галі Ахметович
Галі Ахметович Мазітов (1912—1993) — учасник Другої світової війни, старший штурман 3-ї гвардійської авіаційної дивізії (3-й гвардійський авіаційний корпус, АДД), гвардії майор. Герой Радянського Союзу.

## Біографія
Народився 14 вересня 1912 року в селі Новошахово Російської імперії, нині Єрмекеєвського району Башкортостану, в сім'ї селянина. Татарин.
Закінчив робітфак. Працював у колгоспі, потім різноробочим на будівництві. Навчався в Уфимському педагогічному інституті.
У Червоній Армії з 1933 року. Закінчив Казанське військове піхотне училище в 1936 році і Оренбурзьке військове авіаційне училище льотчиків в 1939 році. Член ВКП(б)/КПРС з 1939 року.
Учасник походу радянських військ в Західну Україну 1939 року та радянсько-фінської війни 1939—1940. У боях Другої світової війни з червня 1941 року. Старший штурман 3-ї гвардійської авіаційної дивізії гвардії майор Мазітов до березня 1944 року здійснив 183 бойових вильоти на бомбардування військово-промислових центрів в глибокому тилу ворога і скупчень військ, завдавши противнику значних втрат.
Після війни продовжував службу в Радянській Армії, у 1948—1954 роках викладав у Балашовській авіаційній школі.
З 1954 року підполковник Мазітов — у відставці. Переїхав до Ялти, де довгі роки обіймав різні посади в міських структурах ДТСААФ, готував молодь до служби в лавах Збройних Сил Радянського Союзу.
Помер 30 січня 1993 року, похований на Старому кладовищі Ялти.

### Родина
- Дружина — Валентина Максимівна.
- Син — Геннадій, дочка — Галина.

## Нагороди та звання
- Указом Президії Верховної Ради СРСР від 19 серпня 1944 року за зразкове виконання бойових завдань командування і проявлені при цьому геройство і мужність гвардії майору Мазітову Галі Ахметовичу присвоєно звання Героя Радянського Союзу з врученням ордена Леніна і медалі «Золота Зірка» (№ 4369).
- Нагороджений двома орденами Червоного Прапора, орденами Олександра Невського, Вітчизняної війни 1 ступеня, двома орденами Червоної Зірки і медалями, серед яких медаль «За бойові заслуги».
- Почесний громадянин міста Ялти.

## Пам'ять
- У селі Єрмекеєво Єрмекеєвського району Башкортостану земляки встановили пам'ятник Герою.
- Його ім'я носила піонерська дружина школи в рідному селі.
- У Ялті на будинку, де жив Мазітов з 1954 по 1993 роки, у 2007 році йому встановлена меморіальна дошка[2].